# Совхоз «Красное Сельцо»
Совхоз «Красное Сельцо» — поселок, административный центр Красносельцовского сельского поселения Рузаевского района Республики Мордовия.

## География
Находится на расстоянии примерно 3 километра по прямой на юго-запад от районного центра города Рузаевка.

## Население
Постоянное население составляло 1552 человека (русские 68 %) в 2002 году, 1478 в 2010 году.